# Взятие снежного городка (картина)
«Взятие снежного городка» — картина русского художника Василия Сурикова (1848—1916), завершённая в 1891 году. Хранится в Государственном Русском музее в Санкт-Петербурге (инв. Ж-4235). Размер полотна — 156 × 282 см. На картине изображён кульминационный момент популярной среди казачьего населения Сибири старинной народной игры. По традиции, игру устраивали в последний день Масленицы, и художник, выросший в Красноярске, многократно наблюдал её в свои детские годы. Суриков работал над полотном во время своего пребывания в Красноярске в 1889—1890 годах, а окончил его после возвращения в Москву. Натурщиками послужили многие родные и знакомые художника.
Картина «Взятие снежного городка» была представлена на 19-й выставке Товарищества передвижных художественных выставок («передвижников»), открывшейся в марте 1891 года в Петербурге. В 1899 году полотно было куплено у художника за 10 тысяч рублей известным коллекционером и меценатом Владимиром фон Мекком. В 1900 году картина входила в российскую экспозицию на Всемирной выставке в Париже, где была удостоена именной медали, а в 1908 году несколько картин из коллекции фон Мекка, включая «Взятие снежного городка», были приобретены для собрания Русского музея императора Александра III (ныне — Государственный Русский музей).
Критик Владимир Стасов отмечал, что произведение Сурикова «хотя и далеко не равняется его великолепной картине „Боярыня Морозова“, но, наверное, принадлежит к замечательнейшим картинам русской школы». Художник и критик Сергей Голоушев (литературный псевдоним — Сергей Глаголь) считал картину «Снежный городок» «кульминационным пунктом в работе Сурикова как живописца». Искусствовед Владимир Кеменов называл «Взятие снежного городка» радостной и задорной картиной. С его точки зрения, художнику превосходно удалось передать «искреннее увлечение сибиряков игрой», а также представить образ народа, в котором «бурлят огромные запасы богатырских сил, жизнерадостности, веселья».

## История

### Предшествующие события и работа над картиной
Летом 1887 года, после окончания работы над картиной «Боярыня Морозова», Василий Суриков вместе с женой Елизаветой Августовной и дочерьми — Ольгой и Еленой — поехал на свою родину, в Красноярск, где жили его мать Прасковья Фёдоровна и брат Александр. Там художник пробыл до поздней осени, сделав множество зарисовок из городской и крестьянской жизни, а также написав большой портрет своей матери (ныне хранящийся в Государственной Третьяковской галерее). По окончании путешествия Суриков задумывал создать большое полотно о Сибири, но творческие планы художника нарушила тяжёлая болезнь его жены. По-видимому, поездка в Сибирь отрицательно сказалась на здоровье Елизаветы Августовны, и она скончалась через несколько месяцев после возвращения в Москву, 8 апреля 1888 года. Суриков тяжело переживал смерть жены; в письме от 20 апреля 1888 года он писал своему брату: «С 1 февраля началась болезнь Лизы, и я не имел минуты спокойной, чтобы тебе слово черкнуть. <…> Я, брат, с ума схожу. 8 апреля, в 2 ½ часа, в пятницу, на пятой неделе великого поста, её, голубки, не стало. <…> Тяжко мне, брат Саша. <…> Вот, Саша, жизнь моя надломлена; что будет дальше, и представить себе не могу».

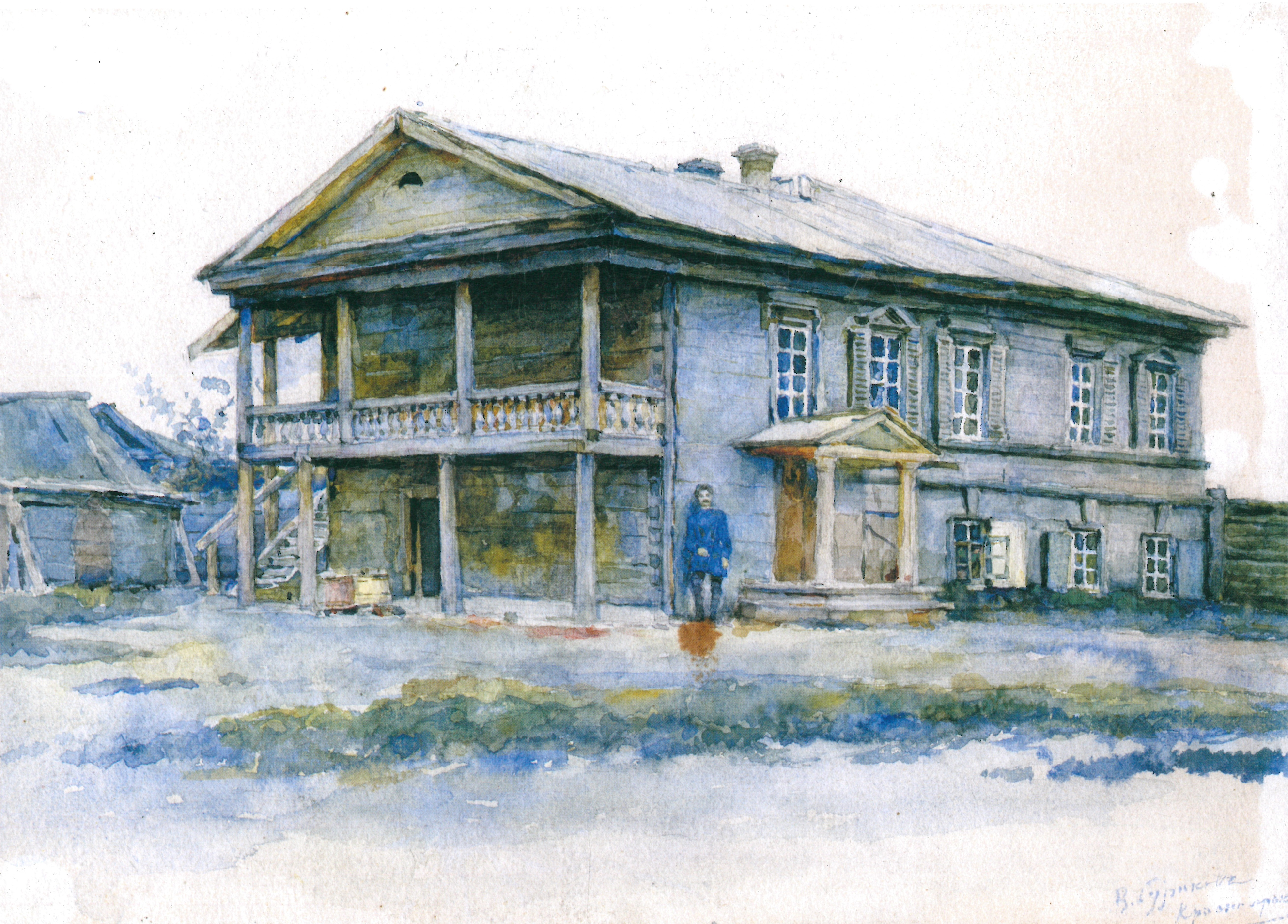
В. И. Суриков. Дом Суриковых в Красноярске (1890, КККМ)

Чтобы сменить обстановку и отвлечься от тяжёлых мыслей, в мае 1889 года Василий Суриков со своими дочками опять приехал в Красноярск, где на этот раз прожил около полутора лет. Девочки учились в гимназии, а брат художника, Александр, всеми силами старался развлечь Василия и вернуть ему интерес к жизни и творческой деятельности. Почти ежедневно они ездили по городу или посещали его окрестности, места, хорошо знакомые художнику с детства. Жизнь среди близких ему людей, привычная обстановка, загородные поездки и свежие впечатления о сибирской природе — всё это способствовало обретению покоя и здоровья, восстановлению творческих сил. Суриков вернулся к работе — писал портреты своих близких и знакомых, старые красноярские дома, горные пейзажи и виды Енисея, а также разнообразные сцены из жизни сибиряков. По воспоминаниям самого художника, приведённым Максимилианом Волошиным, он «уехал в Сибирь», «встряхнулся», «и тогда от драм к большой жизнерадостности перешёл».

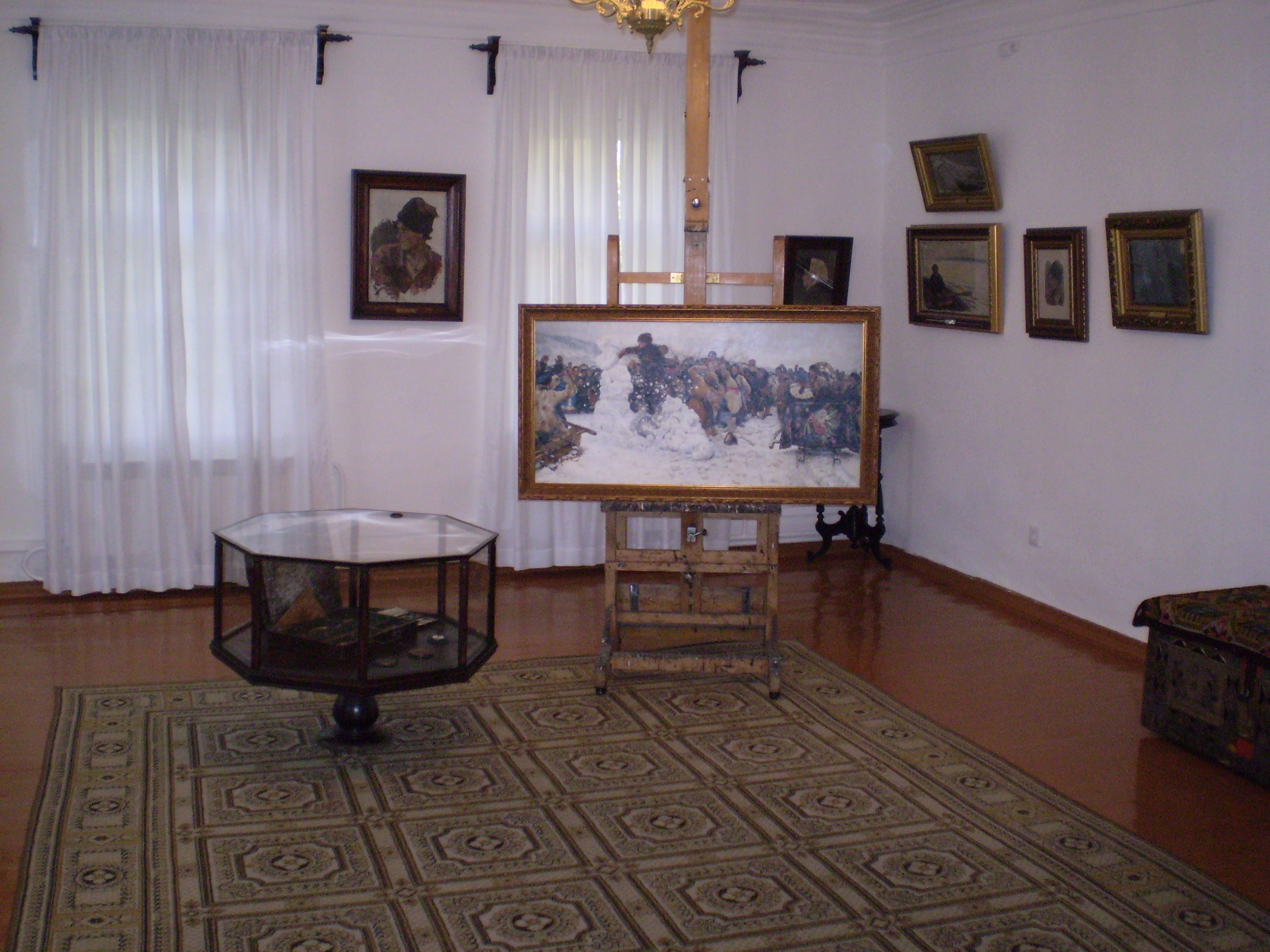
Мастерская художника в музее-усадьбе В. И. Сурикова в Красноярске

В это время у Василия Сурикова возник замысел написать большое полотно о «взятии снежного городка» — старинной народной игре, которая была популярна среди казачьего населения Сибири. Последний день Масленицы многие жители Красноярска проводили в окрестных деревнях, где из снега и льда сооружались «городки» с зубчатыми стенами, снежными пушками и фигурами. Участвовавшие в игре разделялись на защитников и нападавших. Всадник на коне должен был прорваться сквозь ряды защищавших городок, ворваться в ворота и сбить снежную перекладину. В прошлом были особенно известны «взятия городков», устраиваемые в селе Торгошино, а к концу 1880-х — началу 1890-х годов «городки» можно было найти только в деревнях Ладейки и Берёзовка. В Торгошине жили родственники Сурикова по линии его матери Прасковьи Фёдоровны (урождённой Торгошиной). Художник рассказывал, что в свои детские годы многократно наблюдал эту народную забаву: «За Красноярском, на том берегу Енисея, я в первый раз видел, как „городок“ брали. Мы от Торгошиных ехали. Толпа была. Городок снежный. И конь чёрный прямо мимо меня проскочил, помню. Это, верно, он-то у меня в картине и остался».
Суриков работал над картиной в Красноярске. По словам Александра, брата художника, «за работой этой картины Вася уже менее стал скучать о жене; одним словом, до некоторой степени пришёл в себя, стал бывать в гостях и у нас бывали знакомые». В 1890 году во время Масленицы Василий и Александр побывали в расположенном неподалёку от Красноярска селе Ладейки (также употребляются названия Ладейка или Ладейское). По просьбе художника ладейская молодёжь построила снежный городок и устроила его «взятие» — это представление обошлось братьям в «три ведра водки». С натуры Суриков сделал несколько набросков красками и карандашом. По некоторым данным, инсценировки взятия снежной крепости осуществлялись и во дворе усадьбы Суриковых в Красноярске — там в сооружении городка принимали участие местные казаки. При работе над картиной натурщиками послужили брат Александр, двоюродная племянница Татьяна Доможилова, Екатерина Рачковская и многие другие знакомые.
Работу над большим холстом Суриков начал в самой просторной комнате своего красноярского дома. Через несколько месяцев, осенью 1890 года, художник возвратился из Красноярска в Москву, взяв вместе с собой свёрнутое на вал полотно. В письме к своей матери Прасковье Фёдоровне и брату Александру в самом начале 1891 года Василий Суриков писал: «Картину я вставил в раму золотую. Очень красиво теперь. Я её закончил. Скоро, в начале или середине февраля, надо посылать на выставку в Петербург. Не знаю, какое она впечатление произведёт. Я, брат, её ещё никому не показывал».

### 19-я передвижная выставка
Картина «Взятие снежного городка» (с подзаголовком «Старинная казачья игра в Сибири на Масленице») была представлена на 19-й выставке Товарищества передвижных художественных выставок («передвижников»), открывшейся в Санкт-Петербурге 9 марта 1891 года, а в апреле переехавшей в Москву. После этого вместе с выставкой полотно Сурикова побывало в Харькове, Киеве, Елисаветграде, Одессе, Кишинёве и Полтаве. Картина вызвала особый интерес у зрителей — в том числе и потому, что на двух предшествовавших выставках Товарищества (17-й и 18-й) работы художника не экспонировались. Кроме того, удивление (а порой и недоумение) у современников художника вызывал тот факт, что в новой картине Суриков отошёл от своего «трагического амплуа», к которому можно было отнести его предшествующие крупноформатные произведения — «Утро стрелецкой казни» и «Боярыня Морозова».
Отзывы о «Взятии снежного городка», появлявшиеся во время выставки в периодической печати, были разнородными. Некоторые критики выделяли среди недостатков картины «неудачную композицию», «грязноватость тонов», пестроту и неоптимальный выбор колорита. Автор статьи о выставке, вышедшей в газете «Русские ведомости», писал: «Обидно и досадно, что нынешняя картина г. Сурикова не вызывает ничего, кроме решительного недоумения; понять трудно, каким образом художник мог вложить такой сущий пустячок в такие колоссальные рамки». Кроме того, некоторые рецензенты рассматривали полотно Сурикова как «произведение чисто этнографического характера». Публицист Николай Михайловский в «Письмах о разных разностях», опубликованных в выпуске «Русских ведомостей» от 26 марта 1891 года, отмечал, что «с некоторым удивлением останавливаешься перед огромным полотном г. Сурикова», так всё в нём «ярко, пёстро, шумно, так много народу», и задавал вопрос: «Как попала сюда эта ватага весёлых, разряженных людей?» Критик Алексей Суворин в статье, опубликованной в выпуске газеты «Новое время» от 15 марта 1891 года, хвалил художника за весёлость и задор, выраженные в «чисто русских физиономиях» на картине, но при этом критиковал слишком яркую цветовую гамму полотна: «В картине режет глаз только жёсткая пестрота красок. Вся она — точно ковёр, который навешен в ней на спинку саней справа, и отдельные фигуры толпы сливаются с ней во что-то пёстрое, сплошное, многоголовое, как гидра…». Высокую оценку произведению Сурикова дал критик Владимир Стасов. В статье «Взятие снежного городка в Сибири», опубликованной в апреле 1891 года в журнале «Северный вестник», он отметил оригинальность полотна, а также его «восточный вид», заключавшийся в том, что «типы, лица, костюмы, войлочные узорчатые сапоги, лошадки мохнатые и приземистые, даже краски немного пёстрые, но привлекательные, — всё какое-то восточное, не наше и всё-таки, однако же, русское наполовину».

### Последующие события

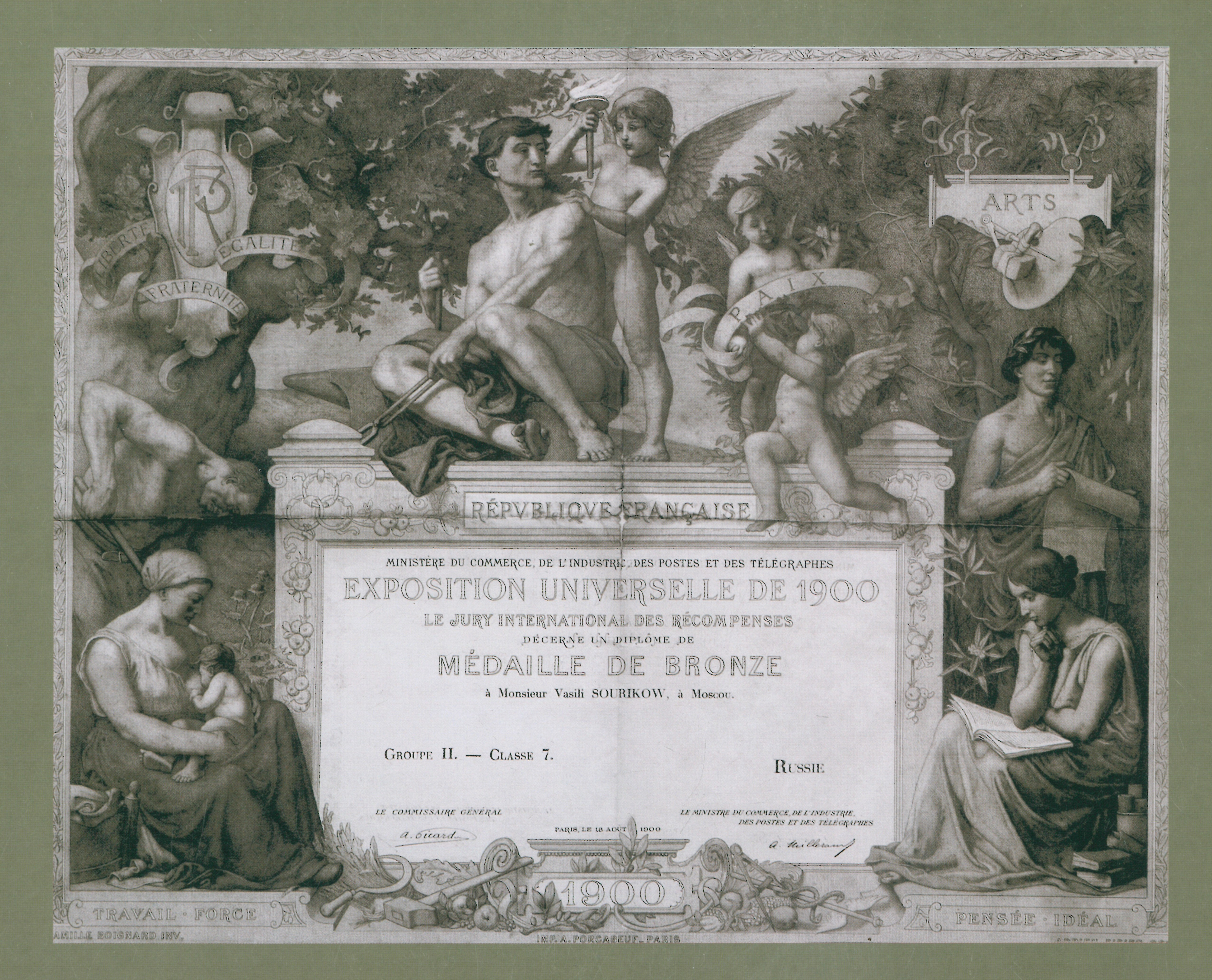
Диплом В. И. Сурикова к медали Всемирной выставки в Париже 1900 года (МУС)

В 1899 году полотно «Взятие снежного городка» было куплено у художника за 10 тысяч рублей известным коллекционером и меценатом Владимиром фон Мекком. В письме к своему брату Александру от 3 июня 1899 года Василий Суриков сообщал, что картина была продана фон Мекку в мае, «деньги часть он мне отдал, а остальное в сентябре». В 1900 году картина входила в российскую экспозицию на Всемирной выставке в Париже, где была удостоена бронзовой (по другим данным, серебряной) медали. В каталоге парижской выставки полотно фигурировало под французским названием «L'Assaut d'une ville de neige» и было единственным произведением Сурикова (Vasili Sourikow), представленным в экспозиции.
В 1908 году несколько картин из коллекции фон Мекка, среди которых, помимо суриковского «Взятия снежного городка», были «Золотая осень. Слободка» Исаака Левитана, «Венеция» Михаила Врубеля, «Сибирь» Аполлинария Васнецова и «Радоница» Абрама Архипова, были приобретены для собрания Русского музея императора Александра III (ныне — Государственный Русский музей). В покупке картин у фон Мекка существенную роль сыграл искусствовед Дмитрий Толстой, который в 1901—1918 годах был товарищем управляющего Русского музея.
Во время Великой Отечественной войны часть картин из собраний Государственного Русского музея была эвакуирована. В их число входило и полотно «Взятие снежного городка». В июле 1941 года подготовленные к эвакуации экспонаты музея были отправлены на Московский вокзал, далее на специальном эшелоне в сопровождении военной охраны в Горький (ныне Нижний Новгород), а затем по Волге и Каме в Молотов (Пермь). Там они были размещены в Молотовской областной картинной галерее (ныне Пермская государственная художественная галерея), расположенной в здании Спасо-Преображенского кафедрального собора. После окончания войны экспонаты были возвращены в Русский музей — ящики с большими картинами прибыли туда в апреле 1946 года. В 1959 году полотно было отреставрировано — работу по восстановлению картины проводил ведущий реставратор Государственного Русского музея Ананий Бриндаров.

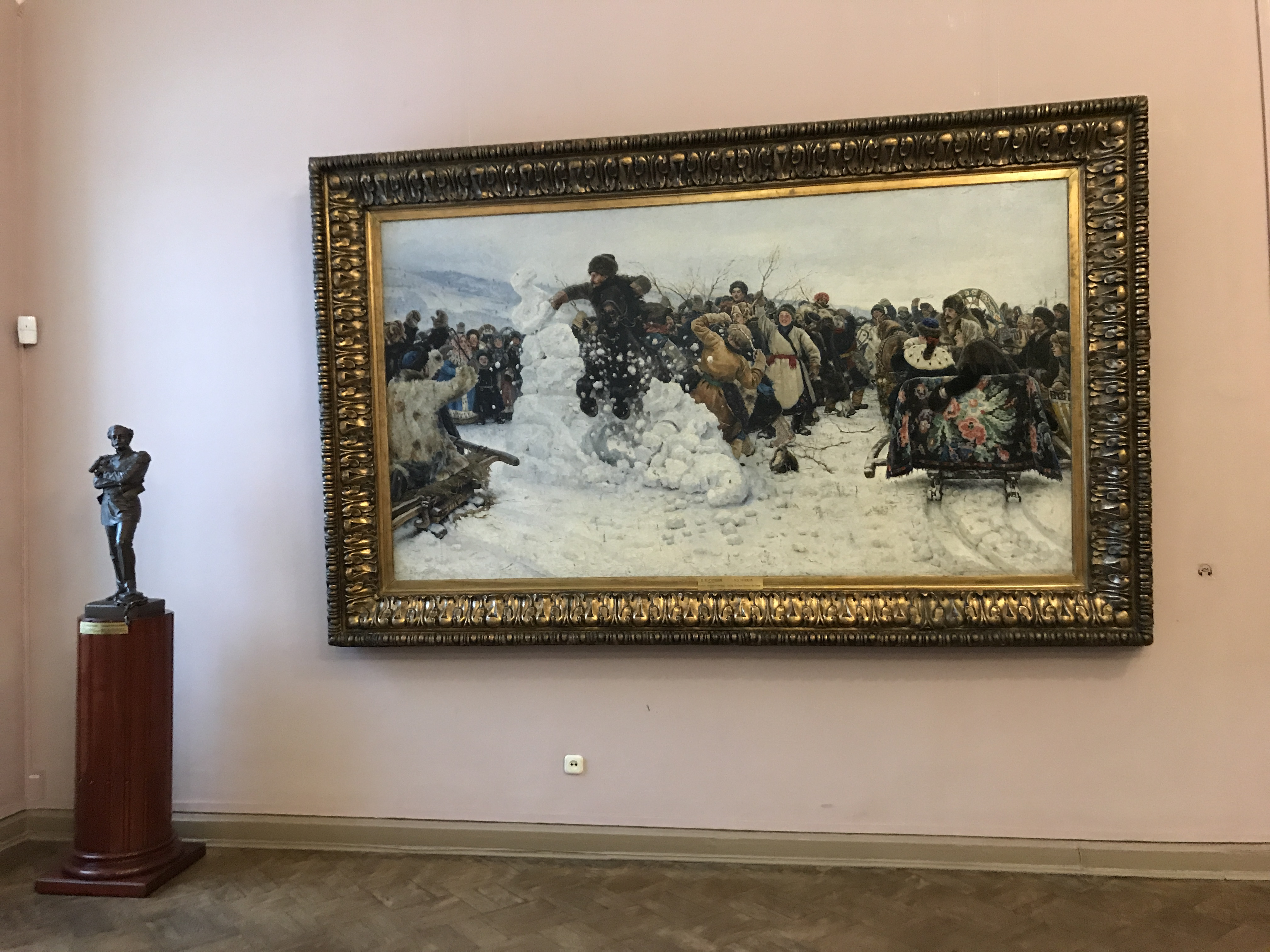
Картина «Взятие снежного городка» в ГРМ

В 1983 году картина «Взятие снежного городка» находилась в Пензе, где она стала первым экспонатом только что открывшегося Музея одной картины (филиала Пензенской областной картинной галереи имени К. А. Савицкого). К 125-летию со времени создания картины в Красноярском государственном художественном музее имени В. И. Сурикова была организована выставка «Картина с сильным характером», проходившая с 24 декабря 2015 года до 20 марта 2016 года. На выставке экспонировались семь живописных этюдов для этого полотна — четыре из собрания Государственной Третьяковской галереи и три из коллекции Музея-усадьбы В. И. Сурикова. Кроме того, на выставке были показаны предметы быта и детали праздничных костюмов, близкие к изображённым на картине Сурикова. В экспозиции также были представлены семнадцать традиционных народных ковров из собрания Тюменского музея изобразительных искусств, рисунки которых содержали различные импровизации на тему цветочного букета. В Красноярском государственном художественном музее имени В. И. Сурикова с 20 февраля по 28 апреля 2019 года проходила выставка «Суриков. Взятие снежного городка», на которой экспонировался оригинал полотна из собрания Государственного Русского музея. На выставке было показано более 60 живописных и графических произведений Сурикова.
В настоящее время «Взятие снежного городка» выставляется в зале № 36 Михайловского дворца, где находятся и другие произведения Василия Сурикова, среди которых «Переход Суворова через Альпы» и «Покорение Сибири Ермаком».

## Описание
На картине изображён кульминационный момент старинной игры — то мгновение, когда одному из нападающих верхом на коне удалось прорваться сквозь ряды защитников и добраться до снежной крепости. В центре полотна расположен «городок», рядом с которым находятся его защитники. У них в руках — хворостины и трещотки, которыми они пытаются отпугнуть коней своих противников. По краям картины изображены улыбающиеся и оживлённые зрители, с интересом наблюдающие за игрой. Все персонажи многофигурной картины Сурикова «создают цельное, единое впечатление ликующей толпы, активно участвующей в удалой игре и радостно приветствующей победу своего товарища». Сам художник впоследствии вспоминал: «В „Снежном городке“ я написал то, что сам много раз видел. Мне хотелось передать в картине впечатление своеобразной сибирской жизни, краски её зимы, удаль казачьей молодёжи». Композиция картины состоит из трёх частей, которые можно рассматривать как основанный на театральном приёме «триптих»: наиболее активное действие происходит в центральном проёме, а в боковых (периферийных) частях находятся зрители, причём некоторые из них повёрнуты спинами по принципу кулис.
В центре картины показан лихой взлёт скачущего на лошади всадника, который с ходу разрушает стену снежной крепости, завершая одержанную победу мощным ударом кулака. Искусствовед Владимир Кеменов отмечал, что «всадник и конь изображены в труднейшем ракурсе, они летят прямо на зрителя, окружённые взметнувшимися комьями снега». Художнику было довольно сложно изобразить движение лошади, бросающейся вперёд своей грудью, и его брат Александр вместе со своим приятелем «раз пять делали городок в своём дворе и звали казака, который, настёгивая лошадь, летел на городок». По словам искусствоведа Елены Безызвестных, центральный персонаж, резко выделяющийся в композиции полотна «укрупнением фигуры и силуэтом», представляет собой «главный нерв и узел напряжения» и «совершенно нешуточно олицетворяет ожесточение боя». При этом всадник находится не в центре холста, а немного сдвинут влево, разделяя полотно по горизонтали на «неравные отрезки по принципу золотого сечения». По одним данным, главного героя своей картины — «победителя городка» — Суриков писал с красноярского печника Дмитрия, по другим — с торгошинского казака Стрижнёва; не исключено, что образ всадника объединил черты обоих натурщиков.
Лошадь, на которой всадник прорвался к городку, — «сибирской породы», тёмно-гнедой масти, большеголовая, низкорослая и коренастая. У всадника и его коня «полное взаимопонимание» — до такой степени, что перед прыжком наездник отпустил уздечку, «предоставив своему верному другу полную свободу и положившись на его чутьё». В глазах лошади ещё осталось возбуждение от криков толпы и ударов защитников городка, но «вместе с тем уже блеснуло выражение какого-то весёлого озорства» — её ноздри широко раздуты, а рот приоткрыт, так что «на морде появилось подобие улыбки». По словам Владимира Кеменова, «Суриков как бы очеловечивает лошадь: в его картине не только всадник, но и конь выглядит полноправным участником весёлой забавы, которому присуще чувство игры, больше того, конь и сам испытывает удовольствие от игры».
Фрагменты картины «Взятие снежного городка»
За первым всадником следуют другие; их движение происходит из глубины к центру полотна, справа налево. Всего на картине можно различить шестерых всадников. Второго всадника, голова которого возвышается над толпой защитников, Суриков писал со своего красноярского знакомого Александра Пестунова. Сохранился акварельный этюд «Александр Николаевич Пестунов», сходство с которым подтверждает личность натурщика. Моделью для третьего всадника, выделяющегося своей ярко-красной шапкой, послужил ещё один знакомый Сурикова — ладейский казак Евграф Яхонтов.
Среди защитников городка выделяется фигура крестьянина в белой шубе, подпоясанного красным кушаком. Его румяное лицо «озарено улыбкой и светится от удовольствия и восхищения ловкостью торгашинского казака». Он высоко поднял руку с хворостиной, но не собираясь ей ударить, а уже приветствуя победителя. По сравнению с живописным этюдом «Крестьянин с хворостиной», в окончательном варианте художник изобразил крестьянина «более молодым, жизнерадостным, охваченным весёлым упоением жизни». Другой защитник, в рыжем тулупе, настолько сильно замахнулся для удара, что в азарте у него слетела с головы шапка.
Интересны и образы зрителей. Мужчину в шубе и меховой шапке, сидящего в кошеве в правой части полотна, Суриков написал со своего брата Александра (по некоторым сведениям, светло-коричневая соболиная шуба была специально для работы над картиной взята в Красноярском краеведческом музее). Спиной к зрителям, в той же кошеве сидит женщина в синей шапке с бобровой опушкой и горностаевой пелерине — её художник писал со своей двоюродной племянницы Татьяны Доможиловой, преподавательницы Красноярского епархиального женского училища. Справа от неё, опустив руку с муфтой на разноцветный ковёр, которым покрыта спинка саней, сидит женщина в тёмной шубе. Натурщицей для неё послужила Екатерина Рачковская, жена красноярского врача Петра Рачковского. Над её головой изображена зелёная дуга (элемент конской упряжи) с расписным декоративным узором и валдайскими колокольцами. У самого правого края полотна видна жёлтая спинка лёгких городских саней (так называемых «козырьков»), в которых находится мужчина в меховой шубе и бобровой шапке (его Суриков писал с ладейского казака Ивана Перова). Одного из зрителей — находящегося в дровнях слева мужика в собачьей дохе, в восторге поднявшего обе руки, — Суриков писал с крестьянина Михаила Нашивошникова (по одним сведениям, он был из села Дронино, по другим — из Ладеек). Среди других зрителей, изображённых в левой части картины, писатель Геннадий Гор и искусствовед Всеволод Петров особо выделяли девушку в синей шубке с окаймлением из белого меха — по их словам, в её поэтичном облике «чувствуется нечто сказочное», «она похожа на Снегурочку и напоминает о тех лирических, полных подлинной красоты созданиях народной фантазии, которыми так богат русский фольклор».
Своеобразным «камертоном», задающим цветовую гамму всего полотна, служат яркие цвета тюменского ковра, расправленного вдоль задней спинки кошевы, изображённой в правой части картины. Рисунок ковра содержит разноцветные (красные, синие, голубые, белые, зелёные) цветы и листья, вытканные на тёмном фоне. Ковры такого типа были широко распространены в Сибири, они использовались в домашнем интерьере, а также для утепления саней. Яркая декоративность ковра была использована художником для усиления общей атмосферы веселья, царящей во время изображённого им праздничного масленичного гуляния. По словам искусствоведа Элеоноры Гомберг-Вержбинской, «в этой весёлой картине ковёр на кошеве важен не меньше любой фигуры». Привлекая к себе внимание зрителей, ковёр является своеобразным противовесом динамичной композиции центральной части полотна. Искусствовед Владимир Кеменов писал, что в этом «изумительно написанном ковре» с особенной силой выразились «буйная радость красок и вместе с тем тонкий художественный вкус». По словам Кеменова, «этот любимый Суриковым тюменский ковёр является подлинным шедевром народного ковроткачества».
Значительную роль в композиции играет зимний сибирский пейзаж. В правой части картины над головами зрителей просматриваются покрытые снегом крыши сибирского села. В центральной и левой частях полотна видны уходящие к горизонту горные цепи, очертания которых теряют свою чёткость в мягкой воздушной дымке. На полотне изображён облачный день, характерный для сибирской зимы. В картине нет яркого солнечного света, снег не переливается и не искрится. По мнению искусствоведа Виктора Никольского, изображённый Суриковым сибирский пасмурный день не совсем обыкновенен, он «как-то прозрачнее и цветистее, чем в Москве и Ленинграде», покров туч тоньше и реже, свет выглядит более рассеянным; хотя солнца не видно, оно «рассыпает какую-то тончайшую пепельно-жемчужную пыль, отлично выявляющую силу красочных пятен», но при этом не приводящую к сильным светотеневым контрастам. По словам Владимира Кеменова, снег, изображённый на картине, — не только что выпавший, а «полевой, лежалый, плотный, с обломками хворостин, с торчащими стебельками рыжей травы». В левой части холста снег имеет голубоватый оттенок, но в целом в картине он написан в более тёплой цветовой гамме с использованием золотисто-розовых и чуть желтоватых оттенков.

## Этюды для картины
В Государственной Третьяковской галерее хранятся четыре этюда для картины «Взятие снежного городка», выполненные маслом на холсте — «Портрет молодой женщины в шубе, с муфтой» (1890, 31 × 26,5 см, инв. 15105, из собрания И. У. Матвеева, поступил в 1933 году из ОГПУ), «Голова смеющейся девушки» (1890—1891, 32,5 × 26,5 см, инв. 25577, поступил в 1910 году по завещанию М. А. Морозова), «Крестьянин с хворостиной» (1890—1891, 37,8 × 23 см, инв. 15094, поступил в 1924 году из 5-го Пролетарского музея) и «Казачий урядник Е. М. Кобяков» (1891, 39 × 27 см, инв. 784, приобретён П. М. Третьяковым у автора). Владимир Кеменов называл «Смеющуюся девушку» «непревзойдённым этюдом» и «подлинной жемчужиной суриковской живописи». Предполагая, что этот этюд был предназначен для работы над образом одной из зрительниц в левой части картины, Кеменов писал, что он «остался по существу неиспользованным», поскольку художник отказался от детальных психологических характеристик представителей этой группы.
Живописные этюды для картины «Взятие снежного городка»
Три этюда для картины «Взятие снежного городка» находятся в собрании Музея-усадьбы В. И. Сурикова в Красноярске — «А. И. Суриков в шубе» (1889—1890, холст, масло, 29 × 22 см), «Девушка в шубке» (около 1889, холст, масло) и портрет Е. А. Рачковской (1889—1890, холст, масло, 32 × 24 см). В собрании Вятского художественного музея имени В. М. и А. М. Васнецовых хранится этюд «Всадник» (1890, масло, 35 × 26 см), на котором «победитель городка» изображён скачущим не на чёрной, а на белой лошади. Кроме этого, в собрании Государственного музея изобразительных искусств имени А. С. Пушкина находятся два изображения мужских фигур, предположительно являющиеся этюдами к картине «Взятие снежного городка», но их принадлежность кисти Сурикова находится под вопросом.
Суриковым были также созданы и акварельные этюды для картины «Взятие снежного городка», среди которых портрет Александра Николаевича Пестунова (1890, 19,1 × 14 см, ГТГ, ранее был в Цветковской галерее), «Голова боярышни» (1890, 19,5 × 14 см, Тульский областной художественный музей) и «Зимние шапки» (или просто «Шапки», 1889—1890, 24 × 27,2 см, Красноярский государственный художественный музей имени В. И. Сурикова). В каталоге выставки 1937 года также упоминаются акварельный этюд «Крестьяне. Рисунок голов» (1889—1890, 24,8 × 33,8 см,  КГХМ) и графический этюд «Портрет Е. Рачковской. Два наброска» (графический карандаш, 1889—1890, 24,9 × 33,7 см, собрание семьи художника, Москва).
Акварельные этюды для картины «Взятие снежного городка»

## Отзывы и критика
В 1890-х годах художественный критик Владимир Стасов писал, что на картине Сурикова «Взятие снежного городка» изображена «современная бытовая сцена, интересная и характерная». По словам Стасова, автор полотна — «сибиряк родом, и знает, как никто, тамошнюю свою родину и тамошних людей». Описывая зрителей, изображённых на картине, Стасов отмечал их красоту, здоровье, свежесть, веселье, молодость и изящество. По его мнению, хотя это произведение Сурикова «далеко не равняется его великолепной картине „Боярыня Морозова“, но, наверное, принадлежит к замечательнейшим картинам русской школы».

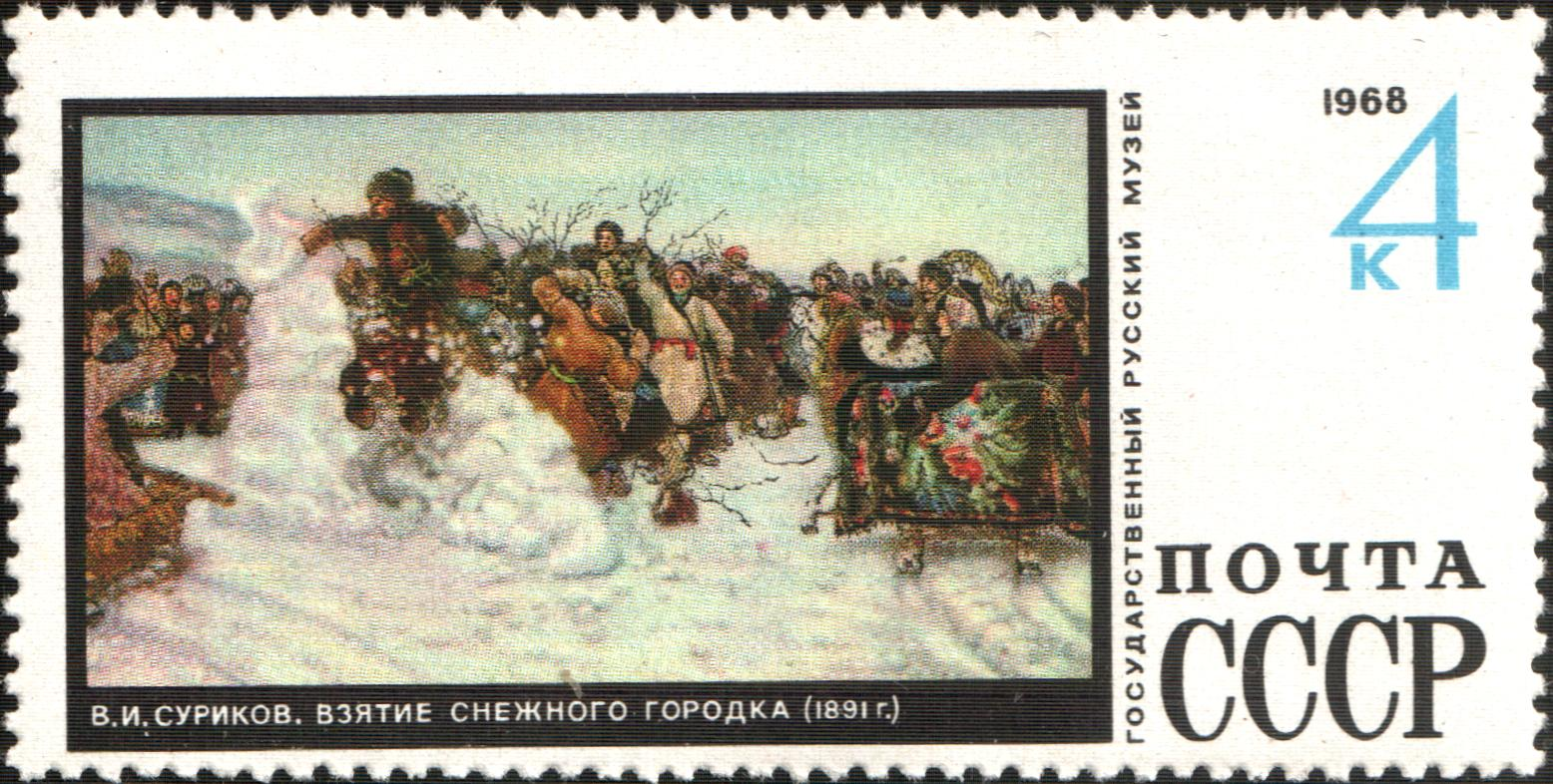
Картина «Взятие снежного городка» на почтовой марке СССР 1968 года

Художник и критик Сергей Голоушев (литературный псевдоним — Сергей Глаголь) в опубликованных в 1917 году воспоминаниях писал, что считает картину «Снежный городок» «кульминационным пунктом в работе Сурикова как живописца». Отмечая относительную простоту полотна по сравнению с предыдущим крупным произведением художника — «Боярыней Морозовой», — Голоушев (Глаголь) писал, что в «Снежном городке» «и в общем колорите, и в красках, и в силуэтности фигур на снежном фоне — ещё больше чего-то настоящего русского, удивительно близкого нам и так хорошо знакомого глазу».
В изданной в 1930 году книге «Сибирь в творчестве В. И. Сурикова» писатель Сергей Дурылин отмечал, что картина «Взятие снежного городка» интересна не только своими живописными достоинствами, но и тем, что «убедительно показывает, что значила Сибирь для творчества и для личности Сурикова». Дурылин называл это полотно «единственной жизнерадостной» картиной художника, которая весьма удивила его современников, «привыкших видеть в Сурикове сумрачного, живописного Достоевского, погружённого в русскую историю». Отмечая, что критики относят произведение к жанровым картинам, Дурылин писал, что «по своей композиции, по колориту, по „старине“, застрявшей в самом воздухе, „Городок“ — не менее историческая картина, чем другие исторические полотна Сурикова».
Искусствоведы Дмитрий Сарабьянов и Владимир Кеменов соглашались с Дурылиным в том, что в картине «Взятие снежного городка» чувствуется «дух истории». По их мнению, это произведение является прологом к более поздним монументальным историческим полотнам Сурикова, таким как «Покорение Сибири Ермаком» (1895) и «Переход Суворова через Альпы» (1899). Кеменов называл «Взятие снежного городка» радостной и задорной картиной, в которой художнику превосходно удалось передать «искреннее увлечение сибиряков игрой». По его мнению, «образ сияющего снежного пейзажа в картине неотделим от образа народа, полного здоровья и красоты; в нём бурлят огромные запасы богатырских сил, жизнерадостности, веселья».